# Посолство на България в Атина
Посолството на България в Атина (на гръцки: Πρεσβεία της Βουλγαρίας στην Αθήνα) е официалната дипломатическа мисия на България в Гърция. Посланик от 2018 г. е Валентин Порязов.
То е разположено на ул. „Стратигу Калари“ 33 А. Връзки с посолството: п.к. 15452; тел.: 0030 210, 6748 105/108; Fax: 0030 210 6748 130; e-mail:embassbg@otenet.gr.

## Посланици

### Кралство Гърция (1896 – 1924)
Посланици на Княжество България и Царство България в Кралство Гърция:
- Петър Димитров (7 декември 1896 – 1899)
- Димитър Цоков (14 април 1899 – 1904)
- Петър Матеев (14 юни 1904 – 1905)
- Марко Балабанов (21 юни 1905 – декември 1905)
- Борис Михайловски (декември 1905 – 1906)
- Андрей Тошев (29 декември 1906 – 1908)
- Димитър Ризов (януари 1908)
- Живко Добрев (1908 – 1910)
- Панчо Хаджимишев (3 ноември 1910 – 1914)
- Георги Радев (23 март 1914 – 29 юни 1914)
- Георги Пасаров (29 юни 1914 – 1922)
- Петър Кънев (25 април 1922 – 1923)
- Живко Добрев (4 август 1923 – 24 март 1924)

### Втора гръцка република (1924 – 1935)
Посланици на Царство България във Втората гръцка република:
- Живко Добрев (24 март 1924 – 1925)
- Иван Данчев (15 май 1925 – 1926)
- Георги Кьосеиванов (6 април 1926 – 1931)
- Петър Нейков (24 октомври 1931 – 1935)

### Кралство Гърция (1935 – 1973)
Посланици на Царство България и Народна република България в Кралство Гърция:
- Димитър Шишманов (6 декември 1935 – 1940)
- Константин Вачов (23 април 1940 – 1954)
- Коста Ламбрев (26 юни 1954 – 1962)
- Николай Минчев (7 декември 1962 – 1968)
- Ненко Чендов (2 октомври 1968 – 1971)
- Любомир Попов (14 септември 1971 – 1974)

### Трета гръцка република (след 1974 г.)
Посланици на Народна република България и Република България в Третата гръцка република:
- Георги Петков (5 август 1974 – 1979)
- Любомир Попов (19 октомври 1977 – 1979)
- Николай Тодоров (3 март 1979 – 1983)
- Петър Славчев (4 октомври 1983 – 1988)
- Георги Караманев (1 ноември 1988 – 1991)
- Богдан Богданов (4 юни 1991 – 1992)
- Васил Митровски (1992 – 1993)
- Бранимир Петров (18 октомври 1993 – 1999)
- Кирил Топалов (май 1998 – 2002)
- Стефан Стоянов (5 март 2002)
- Димитър Енчев (1 юни 2006 – 18 април 2007)
- Андрей Караславов (2007 – 2012)
- Емилия Кралева (май 2012 – октомври 2016)
- Валентин Порязов (юли 2018 г. – настояще)

## Други представителства
Други представителства на България в Гърция:
- Генерално консулство в Солун